# 卡薩卡普薩

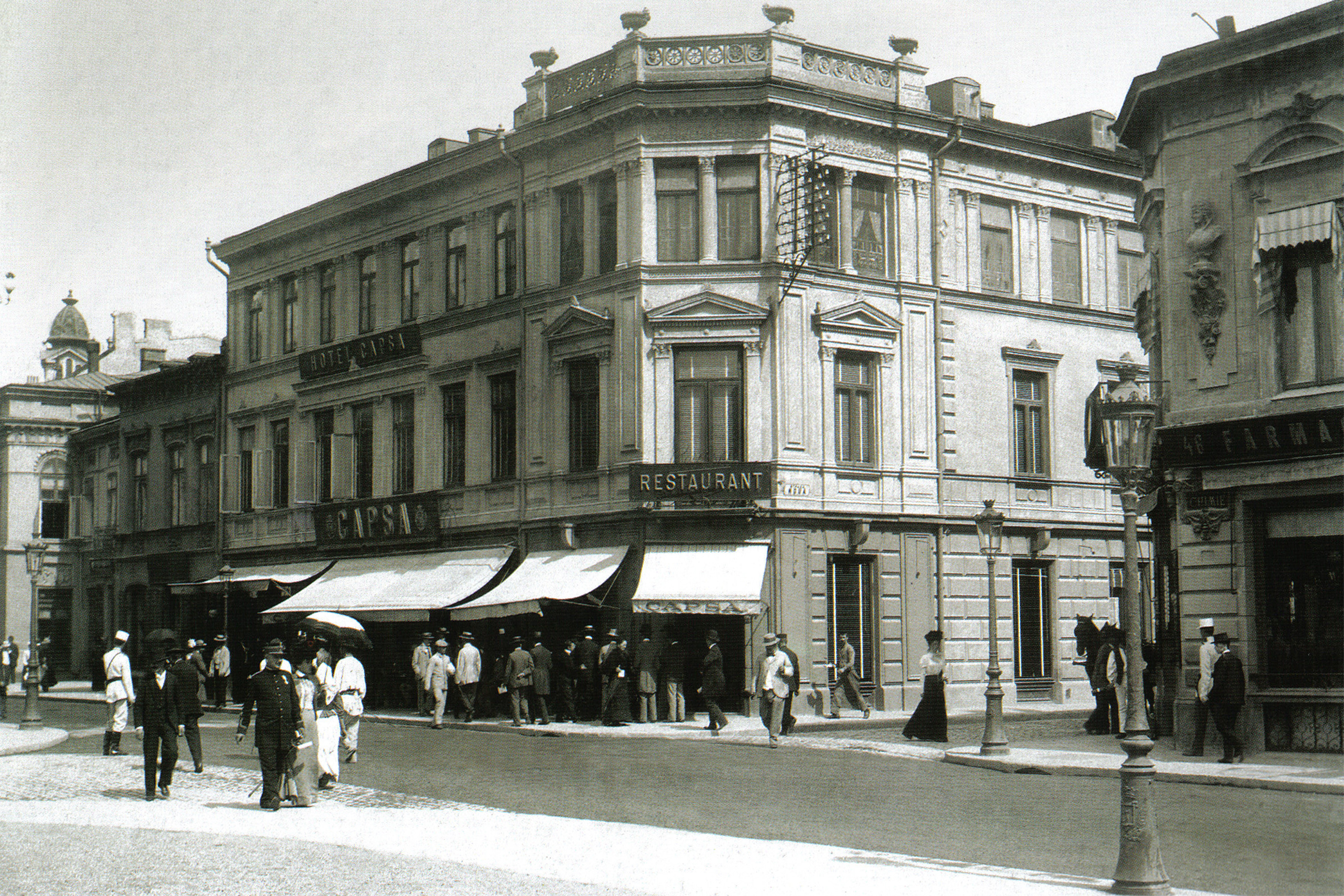
1900年時的卡薩卡普薩

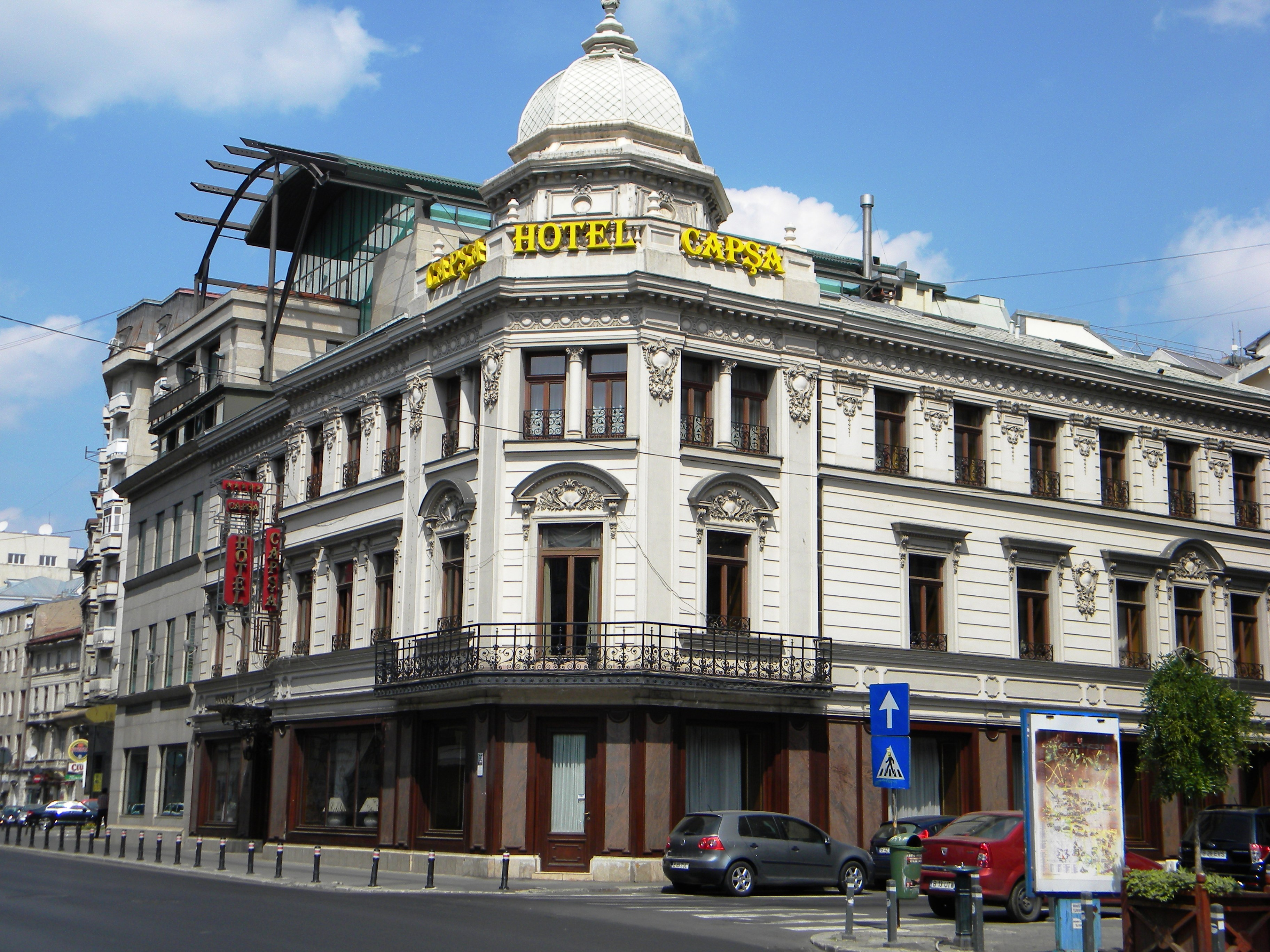
2013年時的卡薩卡普薩

卡薩卡普薩（羅馬尼亞語：Casa Capșa）是羅馬尼亞首都布加勒斯特的一家老牌餐廳，開業於1852年。在歷史上的部分時期，這家餐廳亦兼營一家飯店。2003年6月17日，該餐廳重新開業了一家有61個客房的飯店。該餐廳是布加勒斯特的象徵之一，不僅以其精緻的甜品著稱，亦是著名的羅馬尼亞作家會面交流之地。
卡薩卡普薩位於勝利大道和埃德加·基內街的路口，其對面是首都飯店，斜對面是國家軍事宮。

## 餐廳、糖果店和咖啡廳
1852年，安東·卡薩卡普薩和瓦西里·卡薩卡普薩開業了勝利大道上的第一家糖果店。這座糖果店位於現在的卡薩卡普薩北側。1868年，他們的弟弟格利高里·卡薩卡普薩開業了糖果店。安東和瓦西里資助格利高里在巴黎學習四年，但格利高里拒絕了成為法國王室糖果供應商的機會。法式糖果店卡薩卡普薩很快就在全歐聲名遠揚。1881年，該店更擴建為餐廳。在當時的羅馬尼亞，西歐式的高檔餐廳仍很罕見。
在第一次世界大戰期間的1916年12月布加勒斯特戰役後，同盟國軍隊佔領了布加勒斯特，保加利亞王國軍隊徵用了這座餐廳。此後卡薩卡普薩曾陷入荒廢。為紀念約瑟夫·霞飛在一戰後訪問羅馬尼亞，卡薩卡普薩發明了全巧克力霍夫蛋糕。卡薩卡普薩還是羅馬尼亞第一個導入冰激凌的餐廳。

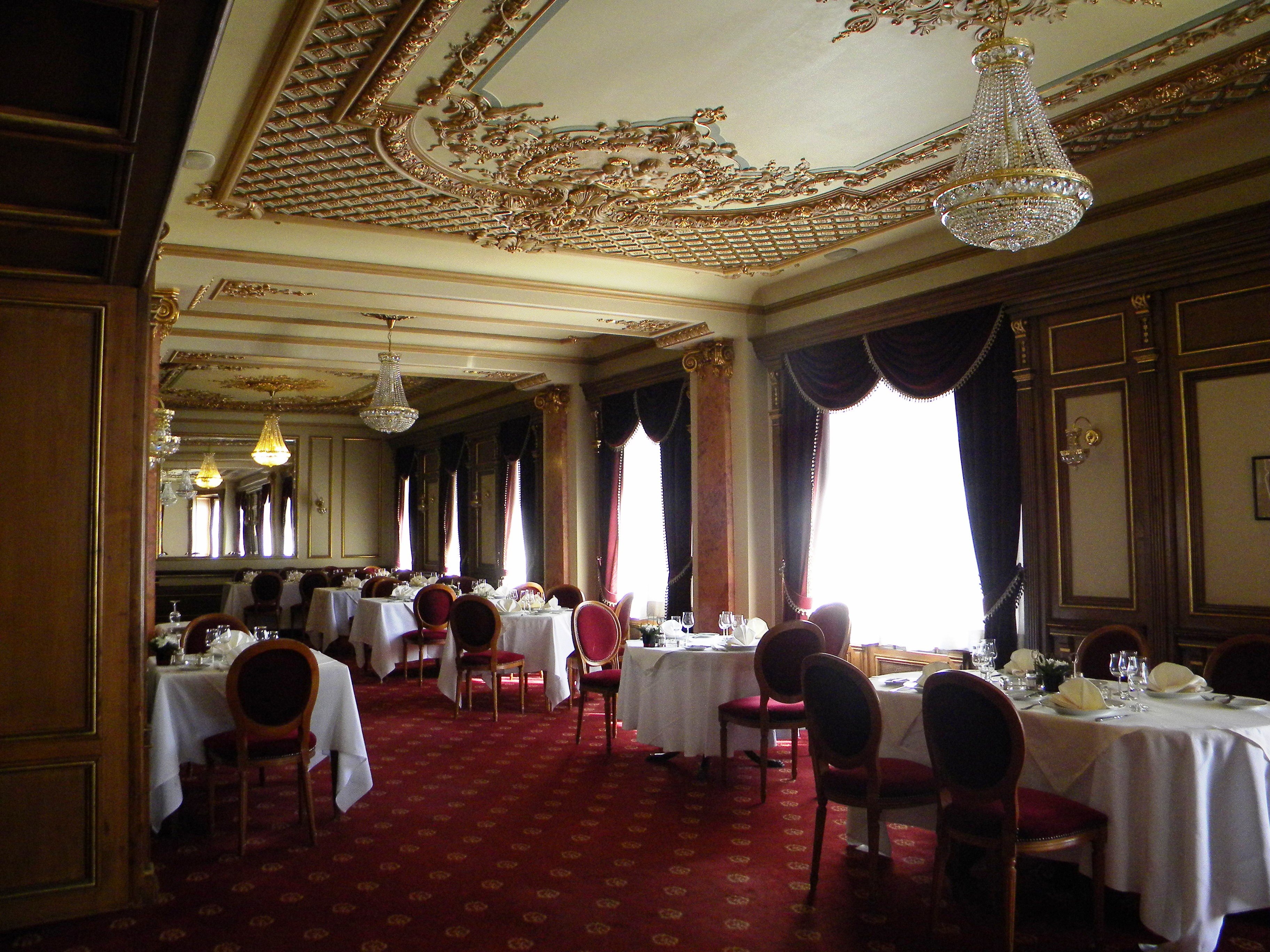
卡薩卡普薩的內裝

卡薩卡普薩的咖啡廳開業於1891年，曾經是一個重要的文學家和藝術家聚集地，但從未盈利（「因為前往那裡的作家和藝術家總是只點礦泉水和咖啡，並且待上好幾個小時」）。和高雅的餐廳及糖果店相對，咖啡廳的裝飾較為簡單。都鐸·阿格兹稱這裡是「學院」。當時羅馬尼亞國家劇院靠近咖啡廳的對面（靠近現在的布加勒斯特電話宮），因此許多演員亦是這裡的常客。
羅馬尼亞共產黨在1948年掌權後，卡薩卡普薩被關閉。在共產黨執政時期，這座餐廳以「布加勒斯特餐廳」的名稱營業，在1984年恢復卡薩卡普薩這一名稱。詩人尼古拉·拉比曾於1956年11月在此大聲朗讀米哈伊·愛明內斯庫的禁詩《Doina》。數週後，尼古拉在卡薩卡普薩度過數小時後在出門時被附近的一輛電車撞死。據《In Your Pocket》旅行指南的描述，卡薩卡普薩「在19至20世紀之交是具魅力的人們聚集的場所，但在共產黨時期則淪為文盲和共產黨大佬的聚集地」。

## 飯店
卡薩卡普薩在1886年擴建為飯店，最初是為布加勒斯特以外的議員提供住宿的飯店。法國人經理此前曾在巴黎管理英國咖啡館。1908年，英國雜誌《約翰牛》將卡薩卡普薩評為「世界最佳飯店之一」。卡薩卡普薩曾經被認為是藝術家、富翁和貴族家庭或高階政治家、訪問羅馬尼亞的外交官在羅馬尼亞唯一適合的飯店。但這一地位最後被雅典娜宮取代。
在其全盛時期，曾在卡薩卡普薩下榻的名人包括德國皇帝威廉一世和威廉二世；奧匈帝國皇帝弗朗茨·约瑟夫一世；多位俄羅斯帝國皇室成員，包括亞歷山大二世；羅馬尼亞王國的四位君主和王后；希臘、塞爾維亞和保加利亞的國王；以及約瑟芬·貝克、莎拉·伯恩哈特、恩里科·卡魯索、乔治·埃内斯库、保羅·莫朗、威廉·埃夫里爾·哈里曼、約瑟夫·畢蘇斯基、雷蒙·普恩加萊等人。

## 外部連結
- Casa Capşa Hotel （页面存档备份，存于） （官方網站）

44°26′7.90″N 26°5′53.07″E / 44.4355278°N 26.0980750°E